# 横瀬慎太郎
横瀬 慎太郎(よこせ しんたろう、1998年3月18日 - ）は、トップイーストリーグDiv.1日立製作所Sun Nexusに所属するラグビーユニオン選手。

## プロフィール
- 茨城県土浦市出身[1]。
- ポジションはウィング(WTB)。
- 身長：174cm、体重：78kg
- 7人制日本代表に選ばれたことがある[2]。

## 略歴
2016年、常総学院学校卒業後、流通経済大学に入る。
2020年、流通経済大学卒業後、日立製作所Sun Nexusに加入。